# Піску-Скоарцей
Піску-Скоарцей (рум. Piscu Scoarței) — село у повіті Вилча в Румунії. Входить до складу комуни Роєшть.
Село розташоване на відстані 167 км на захід від Бухареста, 31 км на південний захід від Римніку-Вилчі, 68 км на північ від Крайови, 145 км на південний захід від Брашова.

## Населення
За даними перепису населення 2002 року у селі проживали 44 особи, усі — румуни. Усі жителі села рідною мовою назвали румунську.